# 隆昌寺

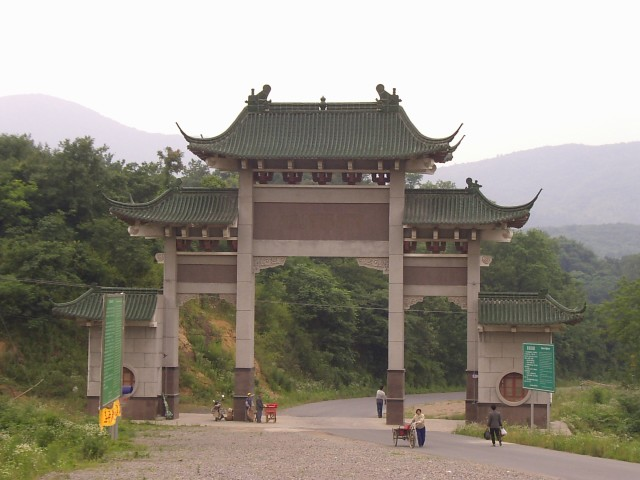
宝華山国家森林公園の北大門

隆昌寺（りゅうしょうじ）は、中華人民共和国江蘇省鎮江市句容市の北西部に位置する宝華山国家森林公園内にある寺。南京駅から路線バスで約1時間半、中山門から約23キロの場所にある。1500年以上の歴史がある寺院であり、宝華山の山頂付近に位置しており、中国の「律宗第一名山」とも称される。

## 歴史
南朝梁の天監元年（502年）に千華寺として建立され、明の万暦33年（1605年）に拡張され万暦帝より「譲国聖化隆昌寺」の勅額を賜った。1702年には清の康熙帝が訪れた。
宝華山国家森林公園は面積29.82平方キロ、1984年に江蘇省省級自然保護区に指定、1996年8月に国家級森林公園に指定される。現在は国家AAAA級旅游区にも指定される。

## 拝観料
16元（2004年現在）

## ギャラリー

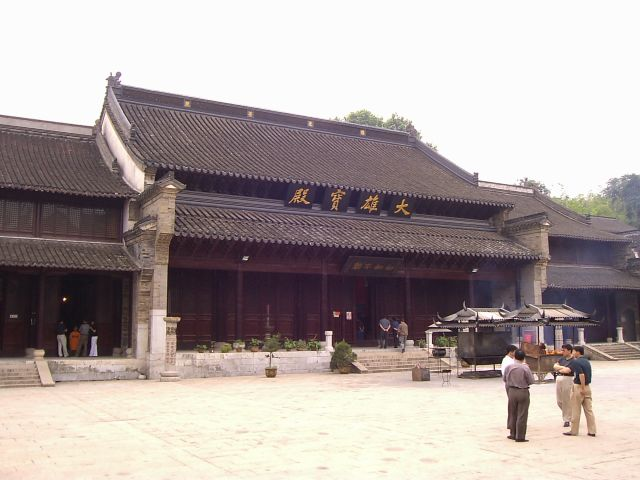
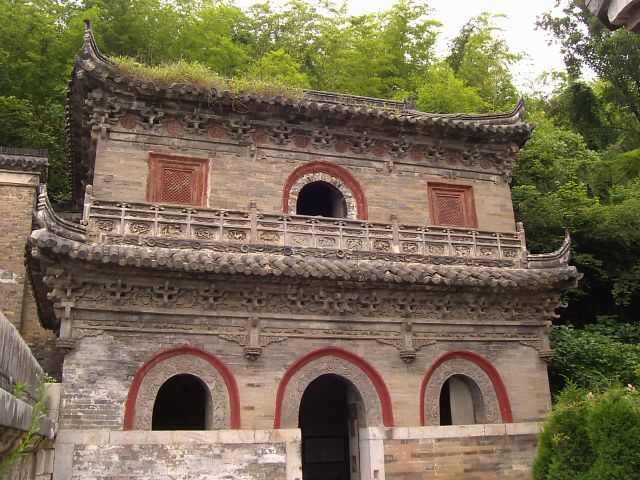
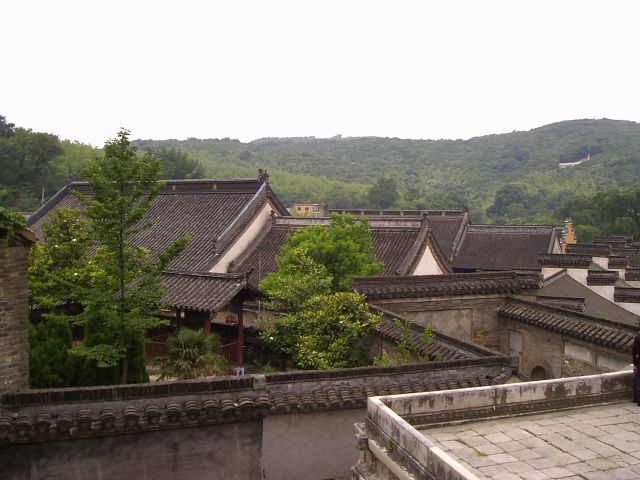
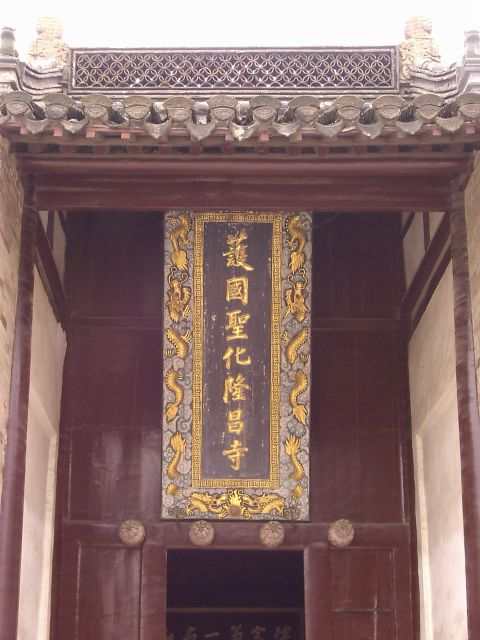

座標: 北緯32度07分47秒 東経119度05分24秒 / 北緯32.12959度 東経119.08999度